# Suthora webbiana
Il panuro di Webb (Suthora webbiana Gould, 1852) è un uccello della famiglia dei Silvidi, in passato classificato come facente parte della famiglia dei Timalidi, oppure sempre tra i Silvidi, ma nel genere Paradoxornis. Dal 2023 il genere ha cambiato nome da Sinosuthora in Suthora.

## Descrizione
Il panuro di Webb deve il suo nome al botanico inglese Philip Barker Webb ed è un piccolo uccello lungo circa 5 cm, con una coda da 7 cm e un becco tozzo e corto che ricorda quelli dei pappagalli. Il peso varia da 8,5 a 11 grammi. Il piumaggio è pressoché uguale per tutti gli individui a prescindere da sesso, età o stagione. È di colore brunastro, con punte di rossiccio sulle penne remiganti e sfumature fulve sul groppone, così come sul capo arrotondato; la pancia è più chiara e tendente al giallastro, mentre la coda ha lunghe penne più scure e piume esterne marrone-grigiastre. Il becco è grigio scuro, mentre le zampe bruno-grigie.
Di indole molto gregaria e poco aggressiva nei confronti delle specie vicine, forma stormi fino a 150 individui appartenenti alle stesse famiglie, i quali dormono insieme nel folto della vegetazione, tenendosi a poca altezza dal suolo.

## Biologia

### Voce
Il canto del panuro di Webb comincia con dei deboli "rit rit rit", prosegue con un rapido "cidididi" e si conclude con un alto e acuto "vi-ttsii-tssu".

### Alimentazione
Il panuro di Webb si nutre di semi, frutti, fiori, piccoli insetti, larve, ragni e, talvolta, grano. La dieta varia in base al periodo dell'anno: in primavera-estate è composta per oltre il 90% da animaletti, mentre in inverno questa percentuale scende al 19%.

### Riproduzione
La stagione riproduttiva dura da aprile a luglio (da maggio a luglio in Italia). Il panuro è monogamo, nidifica solitario e fa uso di roveti e cespugli fitti per costruire, a massimo tre metri di altezza, il proprio nido, dalla forma a coppa tondeggiante o leggermente allungata, che non viene foderato con peli né piume. Ogni covata comprende in media da quattro a sette uova di colore da verde-blu a bianco, e vengono deposte due covate consecutive accudite da entrambi i genitori per circa 13-15 giorni.

### Spostamenti
Durante l'estate, il panuro di solito rimane nel sottobosco e nella boscaglia ai margini delle foreste miste. Durante l'inverno, stormi di fino a quaranta individui si riuniscono nei canneti, sui pendii erbosi, nei boschetti e sui terreni agricoli. I suoi spostamenti, concentrati attorno ai siti riproduttivi, sono dettati prevalentemente da esigenze di cibo.

### Distribuzione e habitat

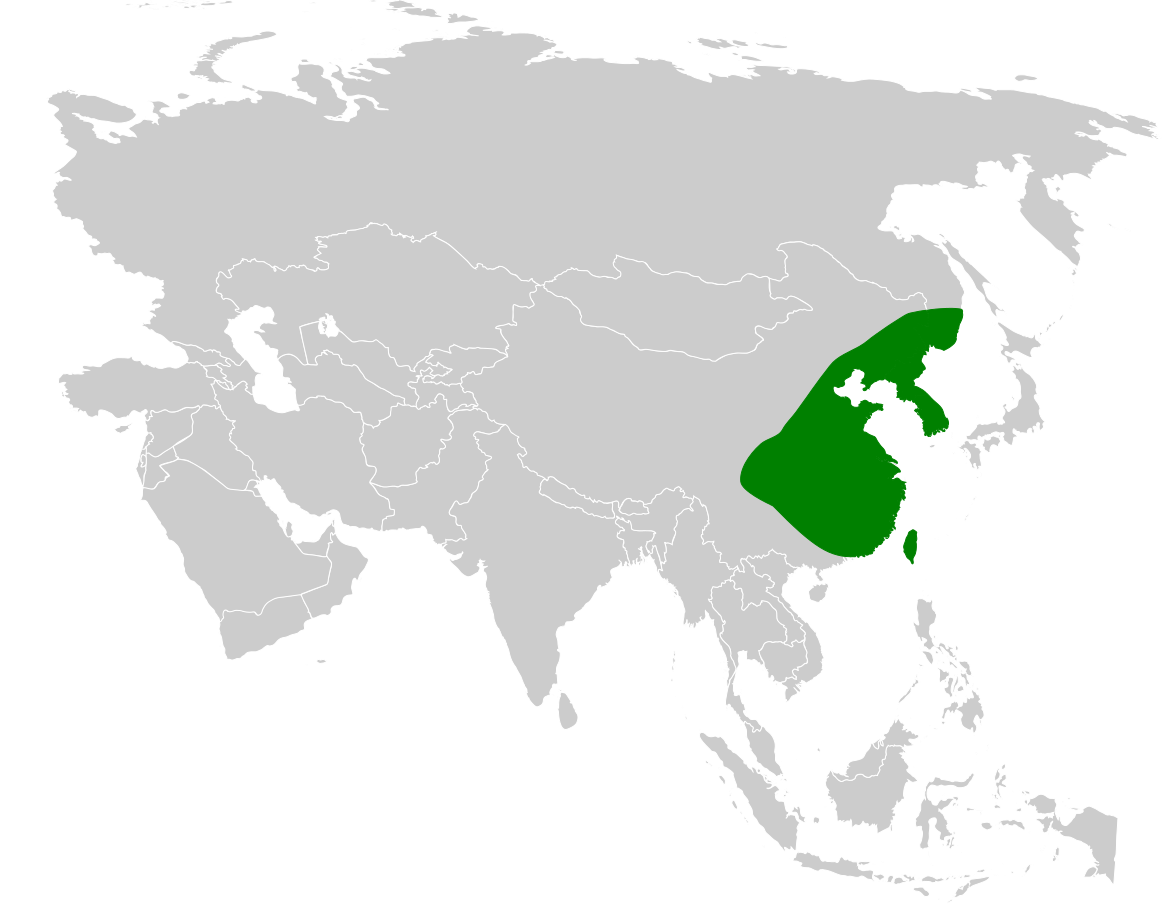
Mappa di distribuzione del panuro di Webb nel mondo.

Il panuro vive in Cina, Giappone, Corea, Mongolia, Russia, Taiwan e Vietnam. Il suo habitat naturale sono foreste di diverse tipologie, tra cui macchie, selve e aree coltivate a bambù, oltre che siepi, canneti e paludi. Si adatta anche agli habitat modificati dall'uomo come piantagioni di tè e vivai. In Cina si trova nelle zone montane più basse; nel Sichuan è sostituito a 1.000 metri sul livello del mare dal pappagallo dal panuro golacenerina, mentre a Taiwan, dov'è l'unica specie di panuro, si ritrova dal livello del mare fino a 3.100 metri e occupa la nicchia più ampia di qualsiasi uccello sull'isola. In Corea è diffusa esclusivamente la sottospecie fulvicauda, salvo al nord dove alcuni esemplari potrebbero rientrare nella sottospecie mantschurica.
In seguito alla liberazione in natura di 150 esemplari rimasti invenduti nel 1995, il panuro di Webb è diventato naturalizzato in alcune località della Lombardia (Italia): palude Brabbia, lago di Varese, lago di Comabbio, valle Bagnoli di Vergiate, lago di Monate e palude Bozza di Besozzo. L'habitat italiano è leggermente diverso da quello dell'areale asiatico di origine e si presenta maggiormente legato alle zone umide caratterizzate da vegetazione erbacea, boscaglie e arbusteti ripariali.

## Tassonomia
Se ne riconoscono sei sottospecie:

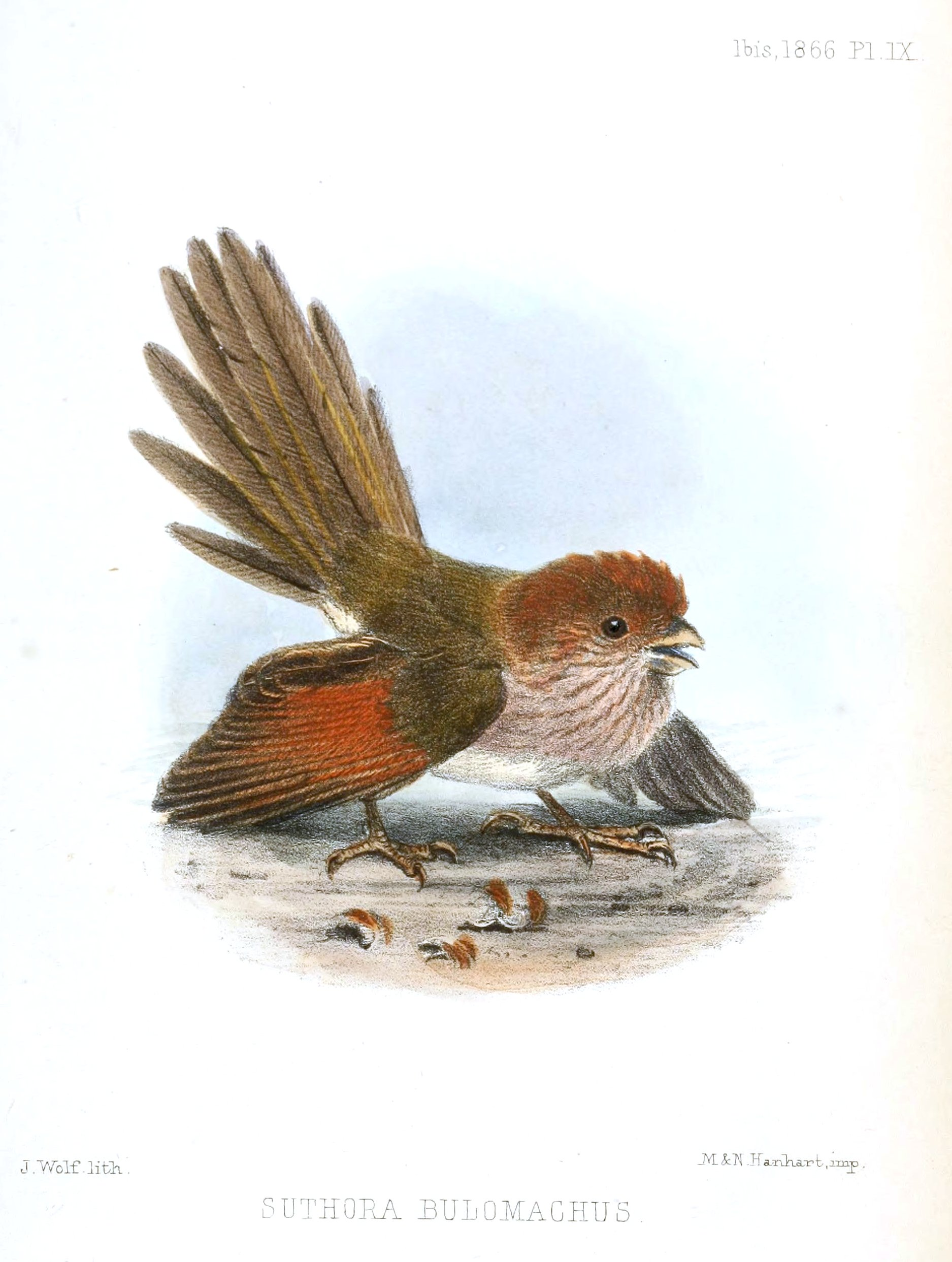
Suthora webbiana bulomacha in un'illustrazione di Joseph Wolf, 1866.

- Suthora webbiana webbiana (Gould, 1852), Jiangsu e Zhejiang (Cina orientale)
- Suthora webbiana bulomacha (Swinhoe, 1866), Taiwan.
- Suthora webbiana elisabethae (La Touche, 1922), Cina meridionale e Vietnam nord-occidentale.
- Suthora webbiana fulvicauda (Campbell, 1892), Hebei (Cina orientale) e Corea
- Suthora webbiana mantschurica (Taczanowski, 1885), Russia sudorientale e Cina nordorientale
- Suthora webbiana suffusa (Swinhoe, 1871), Cina centrale e sud-orientale e Vietnam nordorientale

La classificazione tassonomica del panuro di Webb è tuttavia controversa e la specie viene talvolta unita ad altre specie del genere Suthora, in particolare al panuro golacenerina, con cui è strettamente imparentato, e con cui si è ibridato in Vietnam, Cina e Italia.

## Conservazione
Il panuro di Webb è diffuso in un'ampia area e il rischio di estinzione è estremamente ridotto, perciò è inserito nella Lista rossa IUCN nella categoria LC (Rischio minimo).

## Nella cultura di massa
In Corea del Sud il proverbio "Se un panuro di Webb cerca di seguire una cicogna, si spezzerà le zampe" (뱁새가 황새 따라가다 가랑이가 찢어진다?, Baepsaega hwangsae ttaragada garang-iga jjij-eojindaLR) viene utilizzato frequentemente per invitare le persone ad adattare le ambizioni alle proprie capacità o risorse e a non desiderare l'impossibile, con particolare riferimento a chi ha una bassa estrazione sociale e aspira a migliorare la propria condizione. La boy band sudcoreana BTS ha utilizzato il proverbio come metafora della propria carriera nella canzone Silver Spoon (The Most Beautiful Moment in Life, Pt. 2, 2015).